# The Star-Spangled Banner (reprise de Jimi Hendrix)
Pistes de Live at Woodstock
Voodoo Child (Slight Return) Purple Haze
The Star-Spangled Banner est l’hymne national des États-Unis écrite par Francis Scott Key, composée par John Stafford Smith et reprise par le guitariste américain Jimi Hendrix, dont son interprétation lors du festival de Woodstock en 1969 est qualifiée d'historique.

## Premières interprétations
Ce n'est pas sur la grande scène de Woodstock au matin du 18 août 1969 que Jimi Hendrix s'est lancé pour la première fois dans l'interprétation de l'hymne américain. Le 26 août 1968, lors du concert au Municipal Auditorium à Atlanta, l'Experience avait déjà joué l'hymne américain, profitant au passage pour anéantir la guitare de Jimi et ses amplis. À la suite de cette performance, un journaliste underground demanda à Jimi pourquoi avoir mis l'hymne américain dans son répertoire : 

« Nous sommes tous américains n'est-ce pas ? Il avait été écrit et joué dans un très bel, ce qu'ils appellent un bel État. Joli, inspirant, et vous vous dites : "Super, je suis américain." Mais aujourd'hui, quand nous le jouons, nous ne le faisons pas pour supprimer toute cette grandeur qu'est l'Amérique est supposée avoir. Nous le jouons à la manière de ce qu'est l'Amérique aujourd'hui. »

— Jimi Hendrix
Il existe une version studio de sa reprise de l'hymne américain enregistrée seul aux Studios Record Plant le 18 mars 1968. Jimi utilise plusieurs effets sonores sur ses superpositions de guitares dont l'octaver (qui place ses accords une octave au-dessus de ce qu'il joue) pour créer divers textures sonores curieuses dont le son des futures guitares-synthétiseurs ou même des cornemuses. Mais le résultat est loin de posséder la densité et la dramaturgie de la version de Woodstock. Cette version est publiée dans l'album posthume Rainbow Bridge en 1971, puis dans le coffret The Jimi Hendrix Experience Box Set en 2000.

## Analyse artistique
L'hymne américain a été adapté à plusieurs reprises, de Puccini dans Madame Butterfly (1903) à Fergie des Black Eyed Peas (2018) en passant par Marvin Gaye (1983) et Witney Houston (1991). Mais la version la plus célèbre - et la plus pathétique - reste sans conteste celle de Jimi Hendrix.
Lorsque l'Experience la joua lors du concert du 14 octobre 1968 au Hollywood Bowl à Los Angeles, Nat Freeland (cité par Charles Cross) dans Free Press a considéré l'hymne américain façon Hendrix comme " un traitement long et discordant - qui n'était pas vraiment une chanson de défonce, admettons-le".
À Woodstock, ce fut tout autre chose. Quoi qu'il en soit, la version psychédélique et apocalyptique fut ressentie de manière totalement différente : distorsion, effets d'éclats de bombes, de rafales, de mitraillettes et de cris... The Star-Spangled Banner était le reflet d'une Amérique en pleine guerre, de 500 000 américains qui combattaient au Vietnam - une Amérique qui défendait la noble cause de la liberté à coups de bombes au napalm...

« Je travaillais dans la "tente des mauvais trips" comme infirmière quand il a commencé à le jouer. Tout a semblé s'arrêter. Avant ça, si quelqu'un avait joué The Star-Spangled Banner, il aurait été hué; après c'est devenu notre chanson. »

— Roz Payne (propos recueillis par Charles Cross)
Au mois d'août 1969, Jimi Hendrix est l'une des têtes d'affiche du Festival de Woodstock. Sans le film, la performance de Jimi Hendrix ne serait certainement pas devenue légendaire : le Gypsy Sun & Rainbows n'entre en scène que le matin du lundi 18 août 1969, ce qui explique un public clairsemé lorsqu'il se produit. Si le groupe n'est pas toujours en place, il n'empêche que la seconde partie du concert, portée à bout de bras par un Hendrix pourtant épuisé, reste l'un des plus grands moments d'improvisation de l'histoire de la musique rock. L'interprétation de l'hymne américain par le guitariste, véritable Guernica musical est le point d'orgue du festival. Plus proche ici du free jazz que de la musique rock, son approche de la guitare y est totalement révolutionnaire. D'autres guitaristes avaient utilisé le vibrato ou le feedback (comme Jeff Beck au sein des Yardbirds) avant lui. Mais il est le premier à avoir construit un langage inédit reprenant toutes ces techniques comme vocabulaire. Le passage central montre une vision musicale allant largement au-delà de genres établis comme le blues ou le rock : cris, bombes, Hendrix plonge avec sa musique dans l'univers de ses contemporains. Sa maîtrise du feedback sur les ultimes notes montre sa maîtrise des effets sonores (diversité des choix et réactivité instantanée).
Avec Star Spangled Banner, Hendrix cristallise toute l'ambiguïté de l'intervention militaire des États-Unis au Viêt Nam. Il se situe ainsi clairement dans le mouvement pacifiste de la jeunesse de l'époque, comme de nombreux autres artistes : Joan Baez, par exemple, qui sera même emprisonnée de ce fait en 1967, ou Jim Morrison et les Doors, avec leur chanson The Unknown Soldier (« Le Soldat Inconnu », mars 1968), se terminant par ce "slogan" répété ad libitum par Morrison : « War is over! » (« La guerre est finie ! ») qui sera repris lors des manifestations. Il est indéniable que cet engagement des artistes aux côtés de la jeunesse contestataire, et ce Star-Spangled Banner si particulier d'Hendrix, très vite devenu célèbre, joueront un rôle, comme les photos de presse montrant les horreurs de la guerre, dans le retournement de l'opinion publique américaine et mondiale dans le sens de l'opposition à la guerre du Viêt Nam à la fin des années 1960 / début des années 1970.
Il est primordial de souligner que les mixages des différentes versions audio et vidéo mettent presque systématiquement le trio Hendrix/Cox/Mitchell en avant. Quant aux deux percussionnistes, ils sont quasi inaudibles d'un bout à l'autre. Interviewé par Steven Roby, le percussionniste Juma Sultan regrettera amèrement le mixage "power trio" du Gypsy Sun & Rainbows, trouvant dommage d'avoir supprimé le foisonnement de percussions qui accompagne Star Spangled Banner. Selon lui, le procédé était d'autant plus limite que le mixage ne correspondait absolument pas à l'idée que Jimi Hendrix avait du groupe. Inversement, John McDermott défend que le jeu foisonnant de Mitch Mitchell ne se mariait pas avec celui des deux percussionnistes, qu'il n'était pas toujours assez carré pour que cela puisse sonner.